# Bataille de Dornach (1499)
Pour les articles homonymes, voir Bataille de Dornach.

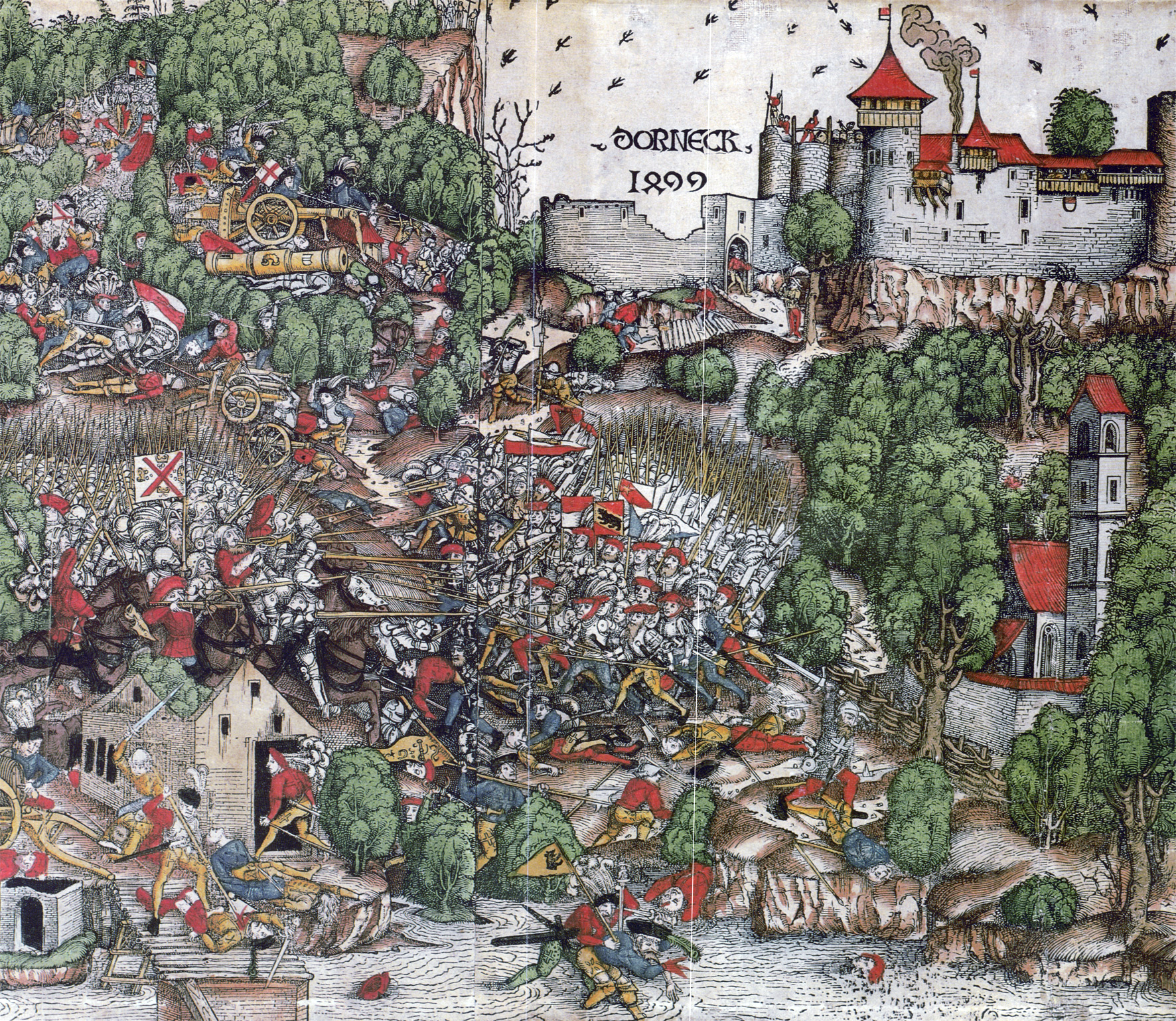
Bataille de Dornach.

La bataille de Dornach du 22 juillet 1499 est le dernier affrontement militaire entre la ligue de Souabe, commandée par le comte Henri VII de Fürstenberg (de) un des premiers tué, et la Confédération suisse durant les guerres de Souabe. Les troupes de la Confédération, composées d'hommes des dix cantons et des Ligues grisonnes, battent les troupes de l'Empereur Maximilien et de la ligue de Souabe. Henri de Fürstenberg meurt durant ce combat. Le 22 septembre 1499, l'empereur conclut la paix à Bâle.